# 我孫子市
我孫子市（あびこし）は、千葉県の北西部に位置する市。

## 概要
我孫子宿および布佐の市街地を除き、概ね農業地域であったが、1970年代からは東京都の都心のベッドタウンとして一部区画が開発され人口が増加した。JR常磐線と成田線、国道6号と国道356号が分岐する交通の要衝となっており、千葉県東部（印西市）と茨城県南部（取手市）へ接続している。2015年（平成27年）3月に上野東京ラインが開業し、我孫子駅 - 東京駅間は最速38分で結ばれるようになった。自然豊かな住宅都市として発展している。
江戸時代には水運が栄え、特に東端の布佐地区は利根川の主要な河岸であった。大正時代から昭和初期にかけて我孫子は「北の鎌倉」と称されることもあり、志賀直哉、武者小路実篤、柳宗悦、バーナード・リーチなど多くの著名な文化人が居を構えたり別荘を持ったことで白樺派の拠点となっていた。
都市雇用圏における東京都市圏（東京都区部）のベッドタウンとしての性質が強い。通勤率は、東京都特別区部へ32.3%、柏市へ12.4%（いずれも平成22年国勢調査）。

## 地理
千葉県の北西部に位置し、県庁所在地でもある千葉市から約30キロメートルの距離に位置する。東京都の都心から30 - 40キロメートル圏内である。南東は印西市、南西は手賀沼をはさんで柏市、北は利根川をはさんで茨城県の取手市、北相馬郡利根町と隣接している。
利根川と手賀沼に挟まれた海抜約20メートルのなだらかな下総台地が東西に約14キロメートル、南北に約4キロメートル - 6キロメートルにわたってひろがり、南東部の手賀沼沿いと北西部の利根川沿いは平らな水田になっている。
- 川 ： 利根川、手賀川、北千葉導水路
- 沼 ： 手賀沼、古利根沼

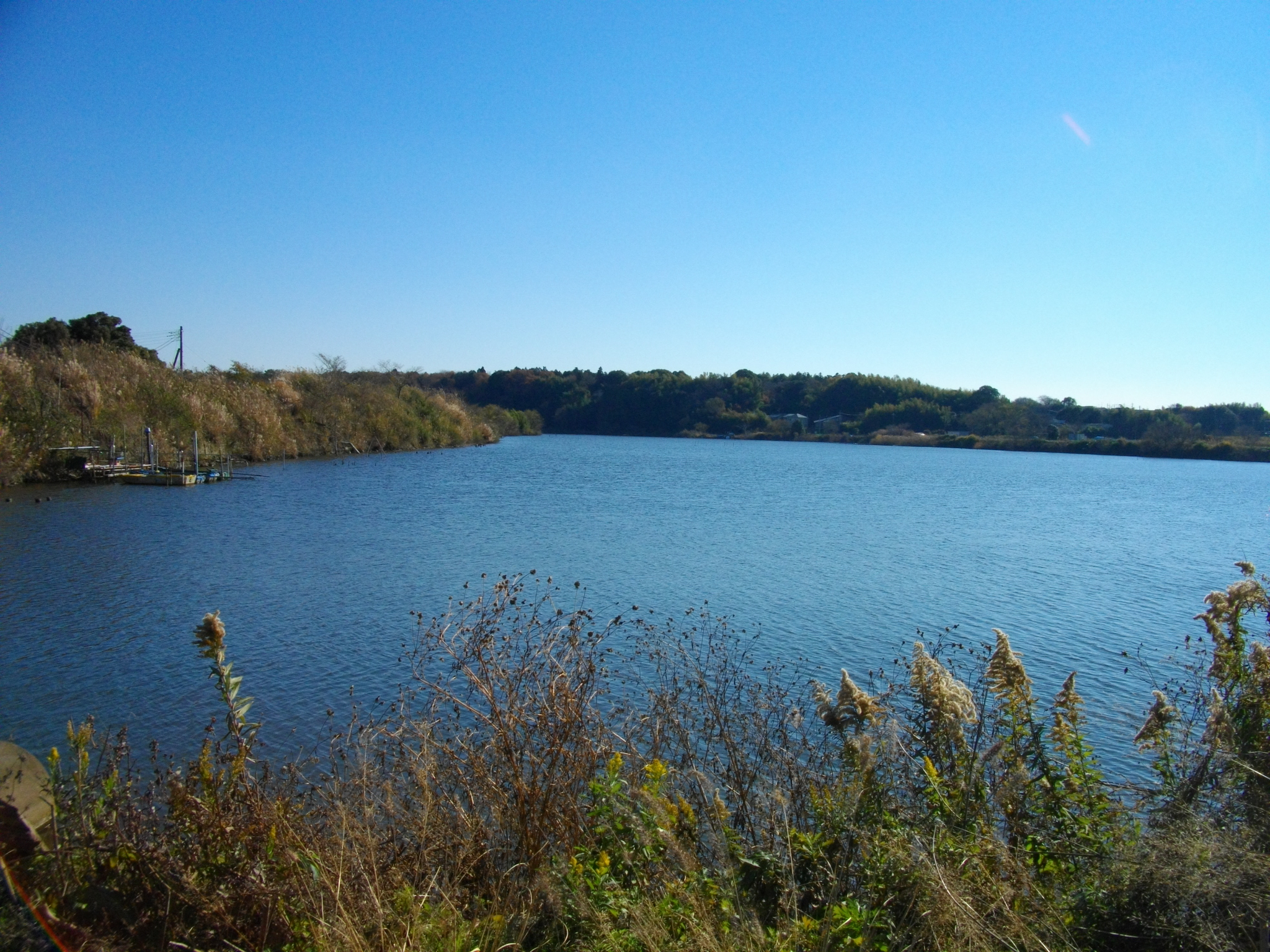
古利根沼

### 難読地名
難読地名が多い。市名の「我孫子」も難読地名のひとつであり、かつては日本国有鉄道の採用試験の問題にされた。
- 高野山（こうのやま）
- 岡発戸（おかほっと 又は おかぼっと）
- 下ケ戸（さげと）
- 都部（いちぶ）
- 中峠（なかびょう）
- 日秀（ひびり）
- 江蔵地（えぞうち、えぞち）

### 隣接している自治体
- 柏市
- 印西市
- 茨城県
  - 取手市
  - 北相馬郡利根町

### 気候
我孫子市の気象観測は新木駅に近い気象台記念公園内にアメダスが設置されており、ここは1939年から60年間、中央気象台布佐出張所（気象送信所）が設置されていた場所となっている。2010年にアメダスが我孫子駅近くの住宅街からここに移設された。公園内に設置されていることから比較的良好な環境となっており、ここが東葛地区では唯一の気象観測地点となっている。年間平均気温は14.7℃、年間降水量は1375.4mm。冬季の最寒月の1月の平均気温が3.3℃、平均最低気温が-1.7℃と県内の観測地点では寒冷な気候となっている。最暖月の8月の平均気温は26.6℃、平均最高気温は31.5℃、平均最低気温が23.1℃となっており、熱帯夜の数は少ない。過去最低気温は2021年1月9日の-7.2℃（移設される前の記録を含むと1984年1月20日の-8.4℃）、過去最高気温は2013年8月11日の39.2℃となっている。
| 我孫子市（2010年 - 2020年）の気候  | 我孫子市（2010年 - 2020年）の気候 | 我孫子市（2010年 - 2020年）の気候 | 我孫子市（2010年 - 2020年）の気候 | 我孫子市（2010年 - 2020年）の気候 | 我孫子市（2010年 - 2020年）の気候 | 我孫子市（2010年 - 2020年）の気候 | 我孫子市（2010年 - 2020年）の気候 | 我孫子市（2010年 - 2020年）の気候 | 我孫子市（2010年 - 2020年）の気候 | 我孫子市（2010年 - 2020年）の気候 | 我孫子市（2010年 - 2020年）の気候 | 我孫子市（2010年 - 2020年）の気候 | 我孫子市（2010年 - 2020年）の気候 |
| 月                                 | 1月                               | 2月                               | 3月                               | 4月                               | 5月                               | 6月                               | 7月                               | 8月                               | 9月                               | 10月                              | 11月                              | 12月                              | 年                                |
| ---------------------------------- | --------------------------------- | --------------------------------- | --------------------------------- | --------------------------------- | --------------------------------- | --------------------------------- | --------------------------------- | --------------------------------- | --------------------------------- | --------------------------------- | --------------------------------- | --------------------------------- | --------------------------------- |
| 最高気温記録 °C （°F）             | 18.0 (64.4)                       | 23.2 (73.8)                       | 26.6 (79.9)                       | 28.9 (84)                         | 34.4 (93.9)                       | 36.0 (96.8)                       | 37.3 (99.1)                       | 39.2 (102.6)                      | 35.9 (96.6)                       | 32.1 (89.8)                       | 26.5 (79.7)                       | 23.2 (73.8)                       | 39.2 (102.6)                      |
| 平均最高気温 °C （°F）             | 9.0 (48.2)                        | 9.8 (49.6)                        | 13.8 (56.8)                       | 18.4 (65.1)                       | 23.7 (74.7)                       | 25.7 (78.3)                       | 29.8 (85.6)                       | 31.5 (88.7)                       | 27.3 (81.1)                       | 21.6 (70.9)                       | 16.3 (61.3)                       | 11.1 (52)                         | 19.8 (67.6)                       |
| 日平均気温 °C （°F）               | 3.3 (37.9)                        | 4.5 (40.1)                        | 8.3 (46.9)                        | 12.8 (55)                         | 18.3 (64.9)                       | 21.2 (70.2)                       | 25.1 (77.2)                       | 26.6 (79.9)                       | 22.7 (72.9)                       | 17.0 (62.6)                       | 11.1 (52)                         | 5.7 (42.3)                        | 14.7 (58.5)                       |
| 平均最低気温 °C （°F）             | −1.7 (28.9)                       | −0.3 (31.5)                       | 3.2 (37.8)                        | 7.6 (45.7)                        | 13.6 (56.5)                       | 17.6 (63.7)                       | 21.8 (71.2)                       | 23.1 (73.6)                       | 19.2 (66.6)                       | 13.2 (55.8)                       | 6.6 (43.9)                        | 0.9 (33.6)                        | 10.4 (50.7)                       |
| 最低気温記録 °C （°F）             | −7.2 (19)                         | −6.9 (19.6)                       | −3.4 (25.9)                       | −1.1 (30)                         | 5.3 (41.5)                        | 9.7 (49.5)                        | 15.1 (59.2)                       | 15.9 (60.6)                       | 10.0 (50)                         | 4.2 (39.6)                        | −1.8 (28.8)                       | −5.4 (22.3)                       | −7.2 (19)                         |
| 降水量 mm （inch）                 | 50.5 (1.988)                      | 63.5 (2.5)                        | 98.4 (3.874)                      | 124.9 (4.917)                     | 112.3 (4.421)                     | 149.9 (5.902)                     | 126.2 (4.969)                     | 82.5 (3.248)                      | 211.6 (8.331)                     | 236.4 (9.307)                     | 84.3 (3.319)                      | 58.4 (2.299)                      | 1,375.4 (54.15)                   |
| 平均降水日数 （≥1.0 mm）           | 4.4                               | 6.4                               | 9.1                               | 10.0                              | 8.5                               | 11.6                              | 10.6                              | 7.0                               | 11.5                              | 10.8                              | 8.1                               | 5.8                               | 104.0                             |
| 平均月間日照時間                   | 206.9                             | 166.1                             | 189.1                             | 187.0                             | 210.9                             | 147.9                             | 173.5                             | 210.6                             | 143.4                             | 133.9                             | 153.6                             | 175.6                             | 2,091.8                           |
| 出典1：Japan Meteorological Agency |                                   |                                   |                                   |                                   |                                   |                                   |                                   |                                   |                                   |                                   |                                   |                                   |                                   |
| 出典2：気象庁                      |                                   |                                   |                                   |                                   |                                   |                                   |                                   |                                   |                                   |                                   |                                   |                                   |                                   |

## 歴史
旧石器時代より人類が住んでいた痕跡が確認されており、江戸時代には利根川の水運が隆盛したこと、水戸街道沿いに我孫子宿ができたことで、交通の要衝として大きく発展した。明治時代に入り鉄道や自動車、汽船などの交通機関が発達するにつれて、利根川の水運は衰退したが、現在のJR常磐線・成田線の開通に伴いベッドタウンとして人口が増加した。
1911年（明治44年）に嘉納治五郎が別荘を構える。嘉納は現在の我孫子市白山に土地を購入し農園を設け、「嘉納後楽農園」と名付けている。この嘉納の甥である柳宗悦が1914年（大正3年）に移住し、彼に誘われる形で1915年（大正4年）には志賀直哉が移住している。この時期我孫子で執筆された作品に、「城の崎にて」「和解」「暗夜行路（前篇のみ）」がある。さらに1916年（大正5年）には武者小路実篤が移住し、1922年（大正11年）には瀧井孝作が居を構える。さらに中勘助も、志賀直哉とのつながりから仮寓している。加えて柳宗悦の屋敷内にバーナード・リーチが窯を築くなど、明治後期から大正時代にかけて多くの文化人が移り住み、白樺派の拠点にもなる。その他、村川堅固（西洋史学者）や杉村楚人冠（ジャーナリスト、随筆家）、柳田國男（民俗学者）、坂西志保（教育家）なども居を構えていた。
1929年（昭和4年）には嘉納治五郎や杉村楚人冠の奔走により我孫子ゴルフ倶楽部が創立（1931年開場）。関東屈指の名コースと言われ、我孫子市出身のゴルフ指導者である林由郎を師と仰ぐ青木功や尾崎将司ら弟子たちは「我孫子一門」と呼ばれる。

### 自治体としての歴史
- 1889年（明治22年）4月1日 - 町村制施行により南相馬郡我孫子町、湖北村、布佐町が誕生。
  - 我孫子町 ← 我孫子宿、我孫子村新田、下戸村、高野山村、青山村、柴崎村、岡発戸村、都部村、高野山新田、岡発戸村新田、都部村新田、都部新田
  - 湖北村 ← 中里村、中峠村、新木村、古戸村、日秀村、中里村新田、新木村下、中峠村下、日秀村新田
  - 布佐町 ← 布佐町、江蔵地新田、布佐下新田、浅間前新田、大作新田、相島新田、三河屋新田
- 1897年（明治30年）4月、東葛飾郡が南相馬郡を編入し東葛飾郡我孫子町、湖北村、布佐町になる。
- 1954年（昭和29年）11月1日 - 東葛飾郡富勢村の一部が我孫子町に編入（残部は東葛市〔現在の柏市〕へ編入）。
- 1955年（昭和30年）4月29日 - 我孫子町、湖北村、布佐町が合併し新制我孫子町が誕生。
- 1959年（昭和34年）- 手賀沼ディズニーランド構想が持ち上がるが白紙となる。
- 1970年（昭和45年）7月1日 - 市制施行により我孫子市が誕生。全国で565番目、県下で22番目。
- 2002年（平成14年）4月 - 平成の大合併の流れで周辺の柏市、沼南町と共に「柏市・我孫子市・沼南町まちづくり研究会」発足。
- 2002年（平成14年）12月 - 手賀沼、全国水質ワースト1を返上。
- 2003年（平成15年）2月 - 住民投票の結果などから「まちづくり研究会」を離脱、合併を白紙に。
- 2007年（平成19年）1月 - 福嶋浩彦の任期満了に伴う我孫子市長選挙で、星野順一郎が当選。
- 2011年（平成23年）3月 - 東北地方太平洋沖地震により布佐地区で液状化現象が発生し、市域134棟家屋全壊（内訳布佐113棟）。[5][6] その原因、1870年の利根川の洪水により堤防が決壊してできた沼「切れ所沼」は1952年に利根川の浚渫土砂で埋め立てられて宅地化された。[7][8]

- 2019年（平成31年）1月 - 星野順一郎の任期満了に伴う我孫子市長選挙で無所属現職の星野順一郎が当選 4選。投票率40.86%と、前回より8.34%上昇。

## 人口
平成27年国勢調査より前回調査からの人口増減をみると、1.80%減の131,606人であり、増減率は千葉県下54市町村中21位、60行政区域中27位。
| |                                          |  |
| 我孫子市と全国の年齢別人口分布（2005年） | 我孫子市の年齢・男女別人口分布（2005年） |  |
| ■紫色 ― 我孫子市 ■緑色 ― 日本全国 | ■青色 ― 男性 ■赤色 ― 女性                |  |
| 我孫子市（に相当する地域）の人口の推移 \| 1970年（昭和45年） \| 49,240人 \| \| \| 1975年（昭和50年） \| 76,218人 \| \| \| 1980年（昭和55年） \| 101,061人 \| \| \| 1985年（昭和60年） \| 111,659人 \| \| \| 1990年（平成2年） \| 120,628人 \| \| \| 1995年（平成7年） \| 124,257人 \| \| \| 2000年（平成12年） \| 127,733人 \| \| \| 2005年（平成17年） \| 131,205人 \| \| \| 2010年（平成22年） \| 134,017人 \| \| \| 2015年（平成27年） \| 131,606人 \| \| \| 2020年（令和2年） \| 130,510人 \| \| |                                          |  |
| 総務省統計局 国勢調査より |                                          |  |
| 1970年（昭和45年） | 49,240人                                 |  |
| 1975年（昭和50年） | 76,218人                                 |  |
| 1980年（昭和55年） | 101,061人                                |  |
| 1985年（昭和60年） | 111,659人                                |  |
| 1990年（平成2年） | 120,628人                                |  |
| 1995年（平成7年） | 124,257人                                |  |
| 2000年（平成12年） | 127,733人                                |  |
| 2005年（平成17年） | 131,205人                                |  |
| 2010年（平成22年） | 134,017人                                |  |
| 2015年（平成27年） | 131,606人                                |  |
| 2020年（令和2年） | 130,510人                                |  |

## 行政
利根川を挟んで隣接する茨城県取手市とは、公共施設の相互利用がなされており、我孫子市の市民体育館・老人福祉センター「つつじ荘」、取手市の「グリーンスポーツセンター」は、いずれも市内料金で利用できる。また、図書館については取手市立図書館・利根町図書館についても相互利用できる。

### 市長
- 市長 : 星野順一郎（ほしのじゅんいちろう、2023年1月21日から5期目)

歴代首長
- 歴代町長
  - 初代 : 染谷正治（1955年4月29日就任、1期）
  - 2代 : 宮本元二（1959年1月25日就任、1期）
  - 3代 : 鈴木和喜（1963年1月25日就任）
- 歴代市長
  - 初代 : 鈴木和喜（1970年7月1日就任、町長時代も含め通算3期）
  - 2代 : 渡辺藤正（1971年1月25日就任、4期）
  - 3代 : 大井一雄（1987年1月25日就任、2期）
  - 4代 : 福嶋浩彦（1995年1月25日就任、3期）
  - 5代 : 星野順一郎 (2007年1月25日就任、5期)

### 警察・消防
- 我孫子警察署
  - 我孫子駅前交番
  - 新木駅前交番
  - 湖北台交番
  - つくし野交番
  - 天王台交番
  - 布佐駅前交番
  - 東我孫子駐在所
- 我孫子市消防本部
  - 東消防署
  - 西消防署

### 研究所
- 電力中央研究所我孫子地区

### 市町村合併
かつて流山市・柏市・東葛飾郡沼南町との合併研究会が設けられたことがあるが、合併に向けた市民の関心は薄かった。当時の福嶋浩彦市長は、地方分権による自立を掲げ、平成15年1月6日から1月24日に市民3,000人を対象に世論調査方式の「市民意向調査（住民アンケート）」（人口比2.3%・有権者数比2.9%・回答率は56.76%）を行ない、その結果を参考に平成15年2月、合併協議（研究会）からの離脱を表明した。
現在も、野田市・柏市・流山市・松戸市・鎌ケ谷市と我孫子市のいわゆる「東葛6市」での合併による政令指定都市構想があり、この6市で構成される東葛広域行政連絡協議会内に「政令指定都市研究会」を設けている。この研究会の委員は、6市の企画担当部長職で構成され、その下に担当課長等で構成するワーキンググループを設けている。研究会は基本的に公開されており、会議の開催情報や結果の概要について、ホームページ等で公開されている。この研究会は、「社会経済情勢の変化と生活圏の拡大から、東葛地域の現状と課題および将来像に関する調査・研究、政令市に関する情報の収集および調査・研究を行うもので、東葛地区で合併することを前提としたものではない」としている。

### ナンバープレート
ご当地ナンバーである「柏」ナンバー（千葉運輸支局野田自動車検査登録事務所）が割り当てられている。2006年（平成18年）10月9日までは「野田」ナンバーが割り当てられていた。

## 議会

### 市議会
- 定数：24名
- 任期：2019年（令和元年）12月1日 - 2023年（令和5年）11月30日
- 議長：甲斐俊光（自由民主党、4期）
- 副議長：海津にいな（無所属、4期）

| 会派名                   | 議席数 | 議員名（◎は代表）                                                           |
| ------------------------ | ------ | --------------------------------------------------------------------------- |
| 清風会                   | 8      | ◎松島洋、茅野理、椎名幸雄、日暮俊一、甲斐俊光、西垣一郎、高木宏樹、澤田敦士 |
| 公明党                   | 4      | ◎木村得道、戸田智恵子、江川克哉、山下佳代                                   |
| 無所属フォーラム         | 3      | ◎豊島庸市、佐々木豊治、海津にいな                                           |
| あびこ未来               | 3      | ◎坂巻宗男、早川真                                                           |
| 日本共産党               | 2      | ◎岩井康、野村貞夫                                                           |
| 蒼新会                   | 2      | ◎久野晋作、西川佳克                                                         |
| 会派に所属していない議員 | 2      | 内田美恵子、芹澤正子                                                        |
| 計                       | 24     |                                                                             |

### 県議会
- 我孫子市選挙区
- 定数：2名
- 任期：2019年4月30日 - 2023年4月29日

| 氏名     | 会派名                     | 当選回数 |
| -------- | -------------------------- | -------- |
| 今井勝   | 自由民主党千葉県議会議員会 | 4        |
| 水野友貴 | 千翔会                     | 2        |

※選挙時点の会派

### 衆議院
- 千葉13区（我孫子市,鎌ケ谷市,印西市,白井市,富里市,印旛郡）
- 任期：2024年10月27日 - 2028年10月26日
- 投票日：2021年10月31日
- 当日有権者数：418,800人
- 投票率：54.39％

| 当落 | 候補者名   | 年齢 | 所属党派   | 新旧別 | 得票数    | 重複 |
| ---- | ---------- | ---- | ---------- | ------ | --------- | ---- |
| 当   | 本庄知史   | 47   | 立憲民主党 | 新     | 135,125票 | ○    |
| 比当 | 桜田義孝   | 71   | 自由民主党 | 前     | 81,556票  | ○    |
|      | 宮岡進一郎 | 80   | 無所属     | 新     | 9,845票   |      |

## 経済

### 産業
近郊農業が盛んで利根川沿い・手賀沼沿いを中心とした稲作、台地上での野菜の生産が盛んに行われている。手賀沼周辺は開発が進み、水質汚染が問題となっている。このため周辺自治体や環境団体が水質を改善する努力をしている（手賀沼終末処理場も参照）。
主な商業施設

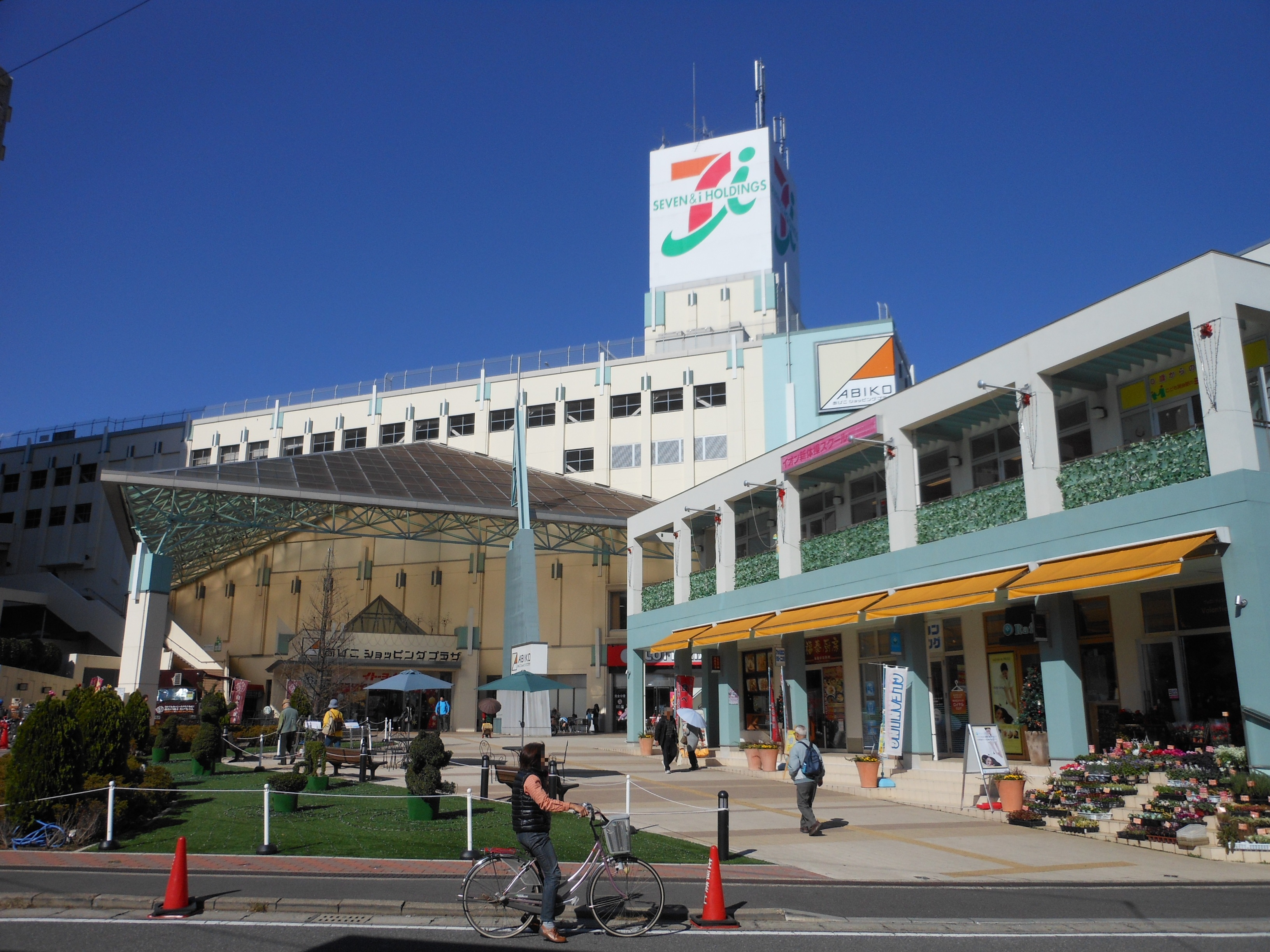
あびこショッピングプラザ
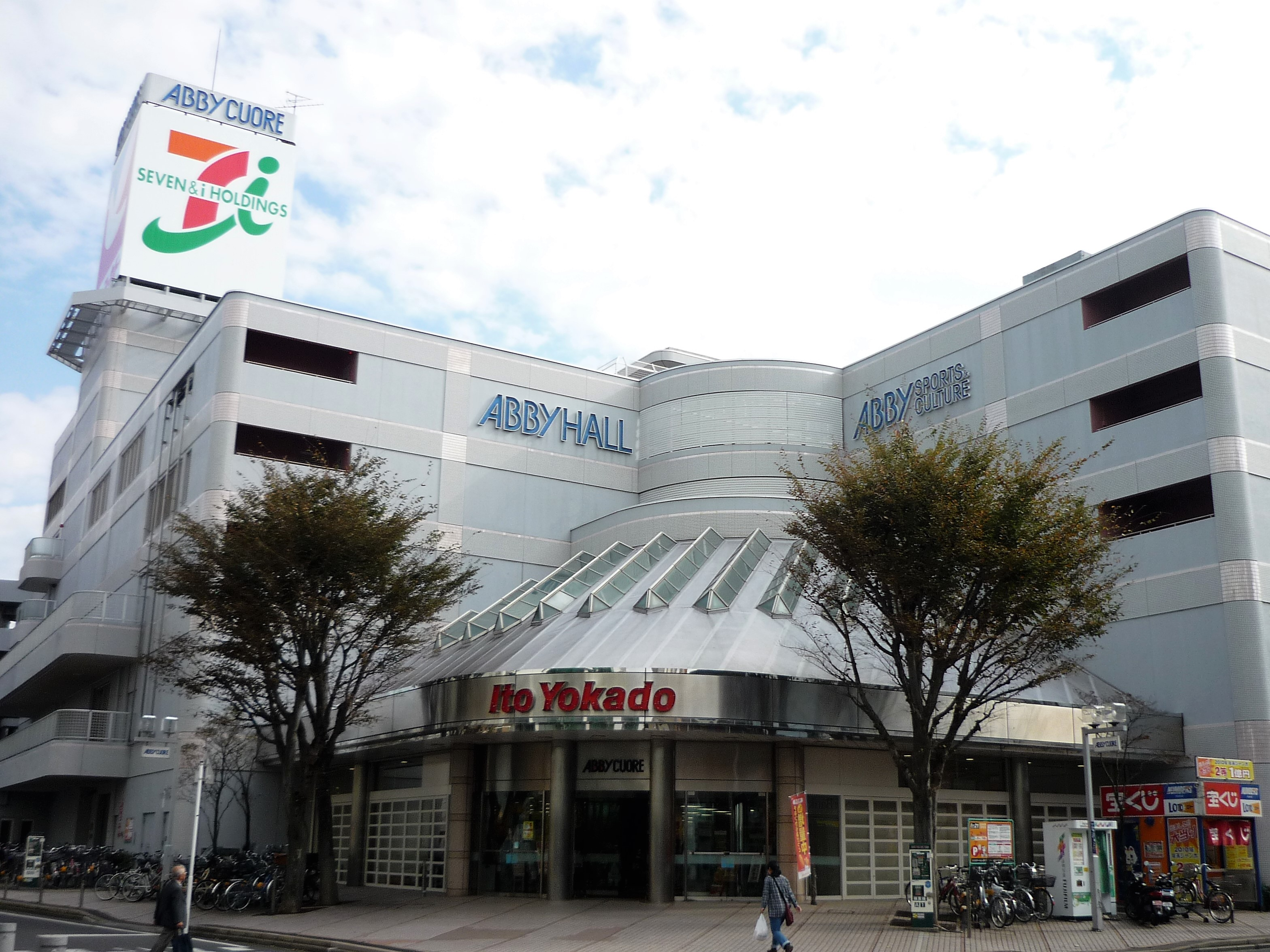
イトーヨーカドー 我孫子南口店
- フォルテ我孫子

- あびこショッピングプラザ
- イトーヨーカドー 我孫子南口店

#### 本社・本店・事業場を置く企業
- 我孫子ゴルフ倶楽部
- エムツー（M2）
- 京成タクシー東葛
- 日本電気（NEC）我孫子事業場
- ニュー東豊
- 阪東自動車
- 東日本ガス
- 弥生軒

## 地域

### 地区
住宅団地
- 湖北台団地
- 我孫子新木団地
- あらきの団地

複合施設
- けやきプラザ

図書館
- 我孫子市民図書館
  - 本館（アビスタ）
  - 湖北台分館
  - 布佐分館

郵便局
- 我孫子郵便局（05079）
- 布佐郵便局（05120）
- 湖北郵便局（05180）
- 東我孫子駅前郵便局（05336）
- 我孫子緑郵便局（05429）
- 我孫子湖北台郵便局（05442）
- 我孫子つくし野郵便局（05532）
- 我孫子新木郵便局（05568）
- 我孫子泉郵便局（05572）
- 我孫子柴崎台郵便局（05630）
- 我孫子平和台郵便局（05657）
- 我孫子駅前郵便局（05681）

郵便番号は以下が該当する。1集配局が集配を担当する。
- 我孫子郵便局：「270-11xx」

近隣センター
- 布佐南近隣センター
- 天王台北近隣センター
- 根戸近隣センター
- 新木近隣センター
- 湖北台近隣センター

- 久寺家近隣センター
- 近隣センターこもれび
- 我孫子南近隣センター
- 近隣センターふさの風

### 医療
二次医療圏（二次保健医療圏）としては東葛北部医療圏（管轄区域：鎌ケ谷市を除く東葛地域）である。三次医療圏は千葉県医療圏（管轄区域：千葉県全域）。
医療提供施設は特筆性の高いもののみを記載する。
- 一次医療圏
  - 緊急指定病院
    - 名戸ヶ谷あびこ病院
    - アビコ外科整形外科病院
    - 我孫子聖仁会病院
    - 我孫子つくし野病院
    - 我孫子東邦病院
    - 平和台病院

  - 天王台消化器病院
  - 東葛辻仲病院
- 二次医療圏
  - 松戸市立総合医療センター（松戸市、災害拠点病院[11]・救命救急センター）
  - 東京慈恵会医科大学附属柏病院（柏市、災害拠点病院・救命救急センター）

### 教育
大学
- 私立
  - 中央学院大学
  - 川村学園女子大学

高等学校
- 千葉県立
  - 我孫子高等学校
  - 我孫子東高等学校
- 私立
  - 中央学院高等学校
  - 我孫子二階堂高等学校

中学校
- 我孫子市立
  - 我孫子中学校
  - 白山中学校
  - 久寺家中学校
  - 湖北中学校
  - 湖北台中学校
  - 布佐中学校

小学校
- 我孫子市立

- 我孫子第一小学校
- 我孫子第二小学校
- 我孫子第三小学校
- 我孫子第四小学校
- 並木小学校
- 根戸小学校
- 高野山小学校

- 湖北台西小学校
- 湖北台東小学校
- 湖北小学校
- 新木小学校
- 布佐小学校
- 布佐南小学校

特別支援学校
- 千葉県立我孫子特別支援学校
- 千葉県立湖北特別支援学校

### 市外局番
当市の市外局番は全域で「04」である。以前は柏市、流山市、野田市、当市を対象とした市外局番は0471であったが市内局番の不足に伴い、2002年（平成14年）2月よりこれまでの「0471」の市外局番のうち、「71」を市内局番に回し、市外局番を「04」に変更した。
桁を2つずらした理由には、市内局番の初めを「1」から始めてはいけない決まりによるもので、桁ずれによる市外局番2桁化はこれが初例となった。埼玉県の「042-9」、千葉県鴨川市などの「0470」のうち市内局番の先頭が9の地域の市外局番も「04」に変更されており、これらの市外局番04地域に電話をかける場合は04を最初に回すことになる。ただし、天気予報は従来と同じく「0471-177」である。
収容局は以下の3ビルが該当し、市内局番は以下の通り。
- 我孫子局：7140（3000番台）、7165（2000 - 6000、9000番台）、7179（0000 - 2000、6000 - 8000番台）、7181（0000 - 3000、7000 - 9000番台）、7182 - 7185、7186（0000 - 5000番台）
- 湖北局：7179（3000 - 4000番台）、7181（4000 - 5000番台）、7187、7188
- 布佐局：7181（6000番台）、7189（0000 - 6000番台）

## 交通

### 鉄道路線
東日本旅客鉄道（JR東日本）
■常磐線・■上野東京ライン・ 常磐線快速電車・ 常磐線各駅停車
- - 我孫子駅 - 天王台駅 -

■成田線・■上野東京ライン
- 我孫子駅 - 東我孫子駅 - 湖北駅 - 新木駅 - 布佐駅 -

- 我孫子運輸区

本市は常磐線の千葉県区間並びに直流電化区間の区市で唯一JR以外の鉄道路線が存在しない。
今後の予定
- 2000年1月の運輸政策審議会答申第18号で「目標年次の2015年までに整備着手することが適当である路線」に、東京地下鉄11号線（半蔵門線）の押上 - 松戸の延伸計画が明記された。さらに「必要に応じ、松戸から千葉県北西部方面への延伸の可能性を検討する」と付記されており、市内では布佐駅がルートに含まれている。また、常磐線輸送力整備・新線建設促進期成同盟、成田線複線化委員会、成田線複線化促進期成会などにより、輸送改善を推進する動きもある。

### バス路線
一般路線バス

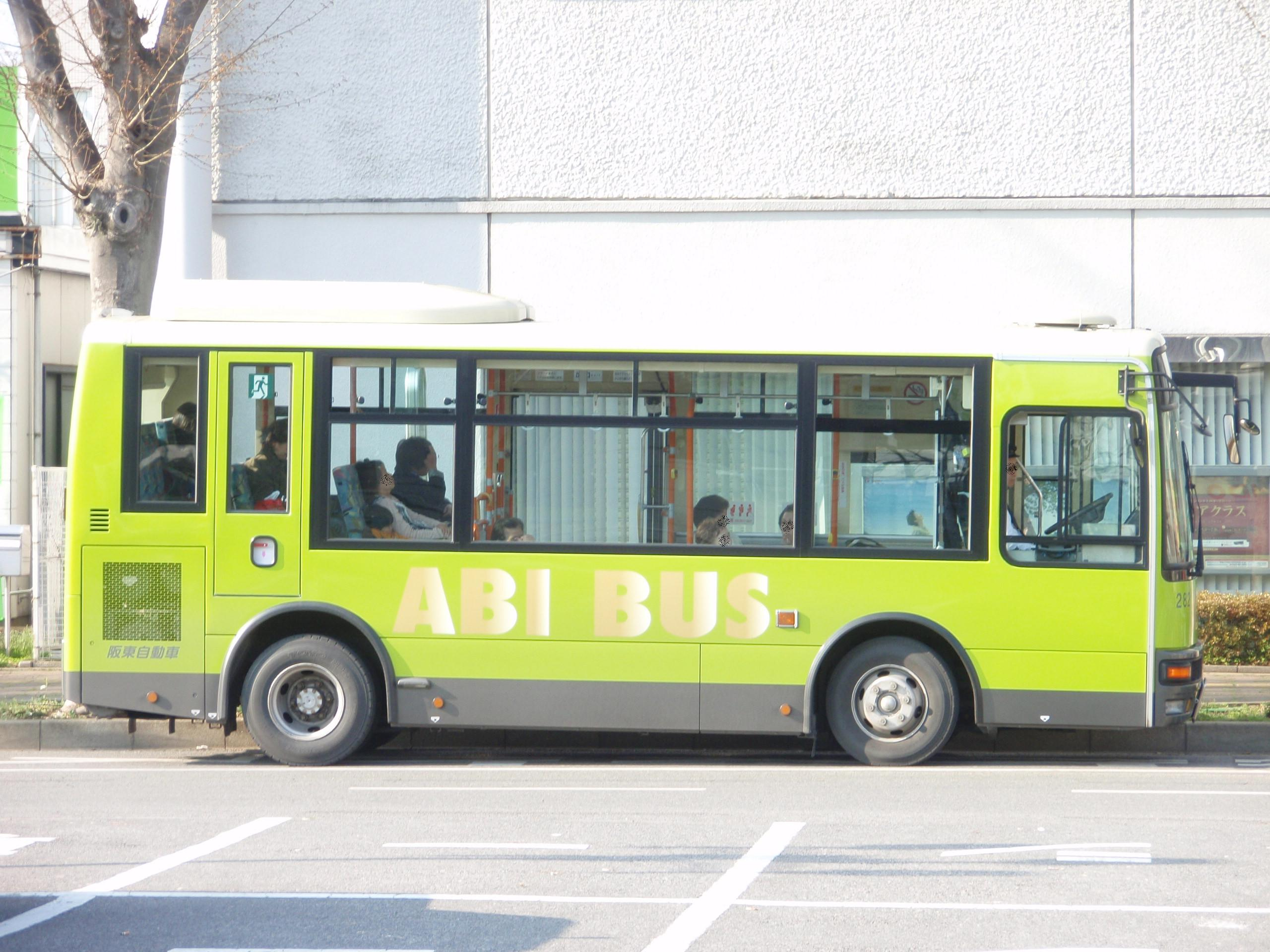
我孫子市民バス「あびバス」専用車両
阪東自動車に運行委託（天王台駅にて）

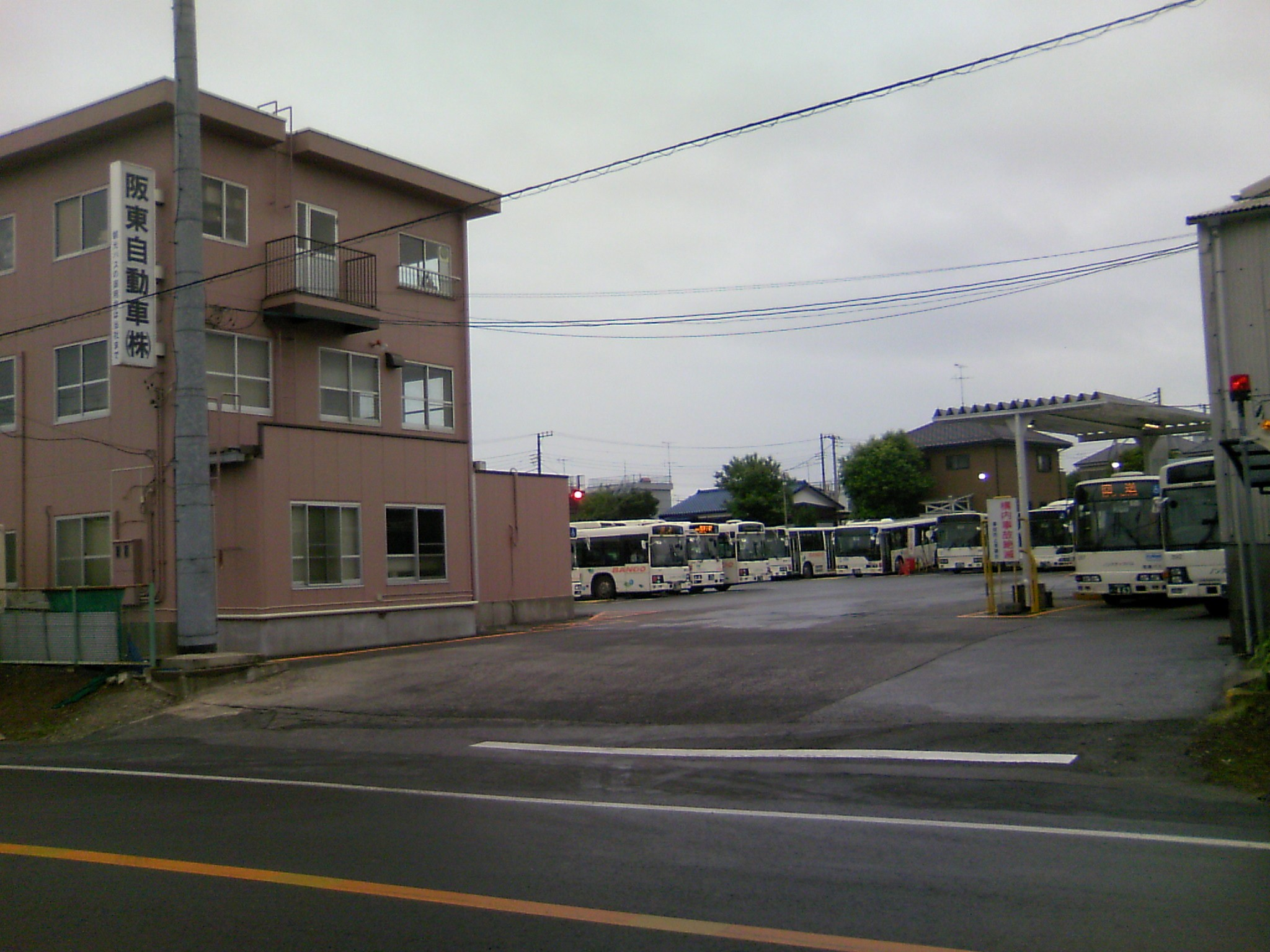
阪東自動車本社・我孫子営業所

- 阪東自動車 - 我孫子市東我孫子に本社が所在。
- 大利根交通自動車
- 東武バスセントラル 西柏営業事務所
柏駅・北柏駅（北柏駅入口） - 県道7号方面の系統がわずかに根戸地区を通る。柏駅西口方面の根戸十字路バス停のみ市内に位置する。

コミュニティバス
- 我孫子市では以下のコミュニティバスを運行している。詳細は当該記事を参照。
  - 市民バス「あびバス」(ABIBUS)
  - アイバス (iBUS)
- 印西市ふれあいバス - 隣接する印西市のコミュニティバス
布佐ルートの一部が我孫子市内を運行する。ちばレインボーバスに運行委託。

### 道路
一般国道
- 国道6号
  - 北方面 - 取手・龍ケ崎・牛久・土浦・石岡・水戸
  - 南方面 - 柏・松戸・金町・四ツ木・向島・浅草・日本橋
- 国道294号（国道6号と重複）
- 国道356号

都道府県道
- 主要地方道
  - 千葉県道・茨城県道4号千葉竜ヶ崎線
  - 千葉県道7号我孫子関宿線
  - 千葉県道8号船橋我孫子線（船取県道）
- 一般県道
  - 千葉県道・茨城県道170号我孫子利根線（利根水郷ライン、青山バイパス）
  - 千葉県道195号我孫子停車場線
  - 千葉県道196号湖北停車場線
  - 千葉県道197号布佐停車場線

橋梁
- 大利根橋（国道6号）
- 栄橋（千葉竜ヶ崎線、我孫子利根線）
- 手賀大橋（船橋我孫子線）
- 利根川橋梁（常磐線）

今後の予定
- 国道16号バイパスとして建設される予定の千葉柏道路が市内を通過する計画がある。
  - 2007年に公表された計画試案で、野田市から我孫子市東部まで利根川沿いを進むルートで具体化を目指すこととなった。
- 国道356号我孫子バイパスの整備が進められている。

## 名所・旧跡・観光スポット・祭事・催事
明治から大正にかけて別荘地として栄えたことから多くの文化人ゆかりの地が市内に散在し、別荘の一部は今も残っている。手賀沼は関東でも有数の野鳥の飛来地であり、鳥類の研究施設や博物館も所在する。

### 名所・旧跡・観光スポット
- 別荘跡・旧邸
  - 嘉納治五郎別荘跡
  - 旧武者小路実篤邸
  - 志賀直哉別荘跡
  - 旧村川別荘（旧村川堅固別荘）
  - 楚人冠公園（旧杉村楚人冠邸）

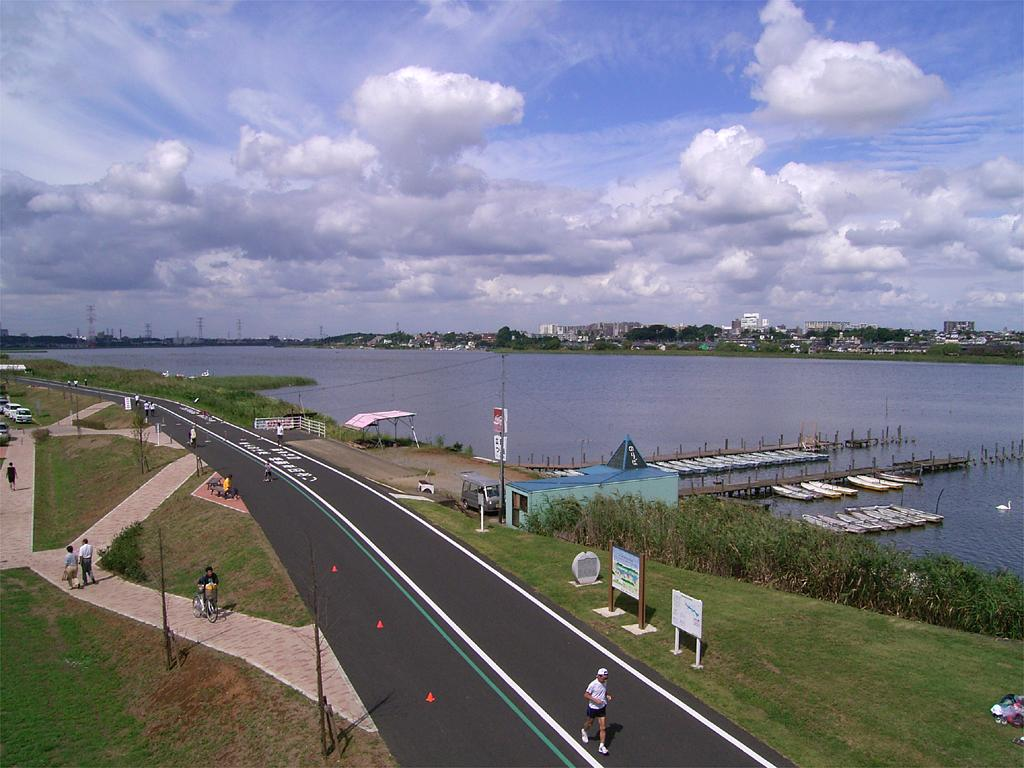
手賀沼公園

  - 岡田武松邸跡（現・近隣センターふさの風）
  - 近衛文麿別荘跡（現・近隣センターこもれび）
  - 柳宗悦旧居三樹荘跡
- 文化施設
  - 山階鳥類研究所 - 元侯爵の山階芳麿（旧皇族の芳麿王）が設立。秋篠宮文仁親王が総裁を務められる。
  - 我孫子市鳥の博物館
  - 白樺文学館
  - 相島芸術文化村（井上家住宅は登録有形文化財）
  - 旧我孫子宿名主邸跡
  - 旧根戸新田名主邸
- 神社・仏閣
  - 将門神社 - 平将門の遺臣が将門を祀ったといわれる。当地には将門伝説が残る。
  - 柴崎神社 - 日本武尊が征途の安全と武運長久を祈願し幣を立てたことが社の起こりであるといわれる。
  - 天照神社
  - 竹内神社 - 毎年秋に大規模な祭礼を行う。
  - 子の神大黒天 - 源頼朝が脚気にかかると夢に白ネズミに乗った翁が現れ、柊で足を祓うと治ったといわれる。周辺には古墳が点在している。
- 旧跡
  - 水神山古墳
  - 前原古墳
  - 西大久保古墳
  - 香取神社古墳群
  - 我孫子城跡
  - 中峠城跡
  - 根戸城跡
  - 柴崎城
- 自然
  - 利根川・古利根川の風景
  - 手賀沼の風景
  - 我孫子谷津ミュージアム
  - 布佐河岸跡
  - 千葉県手賀沼親水広場
  - 気象台記念公園
  - 湖北台中央公園
  - 五本松公園
  - 手賀沼公園
  - 利根川ゆうゆう公園
  - 中峠亀田谷公園
  - 宮ノ森公園
  - 古利根公園「自然観察の森」
  - 根戸船戸緑地
  - 岡発戸市民の森
  - 中里市民の森
  - 布佐市民の森

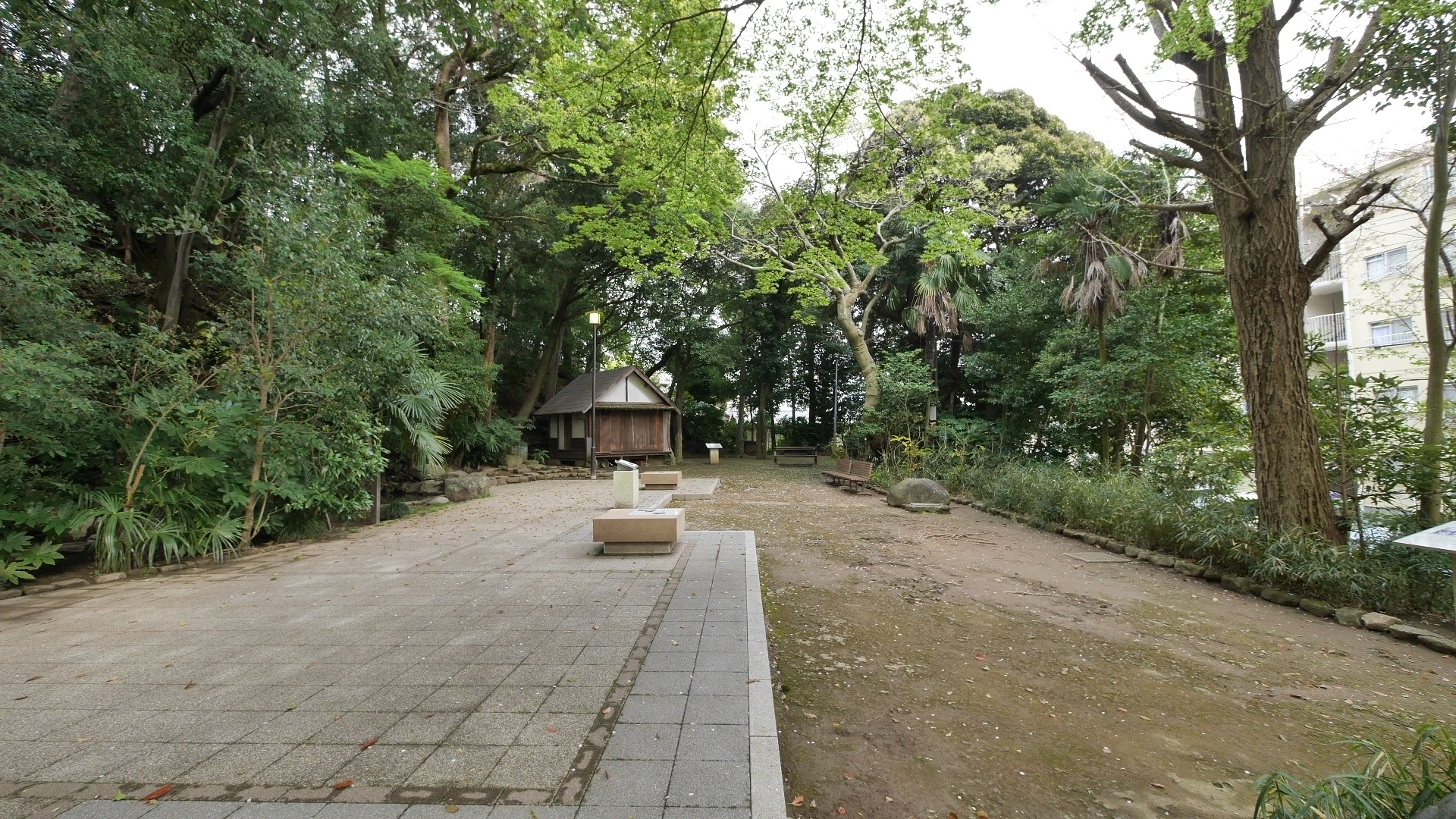
志賀直哉邸跡
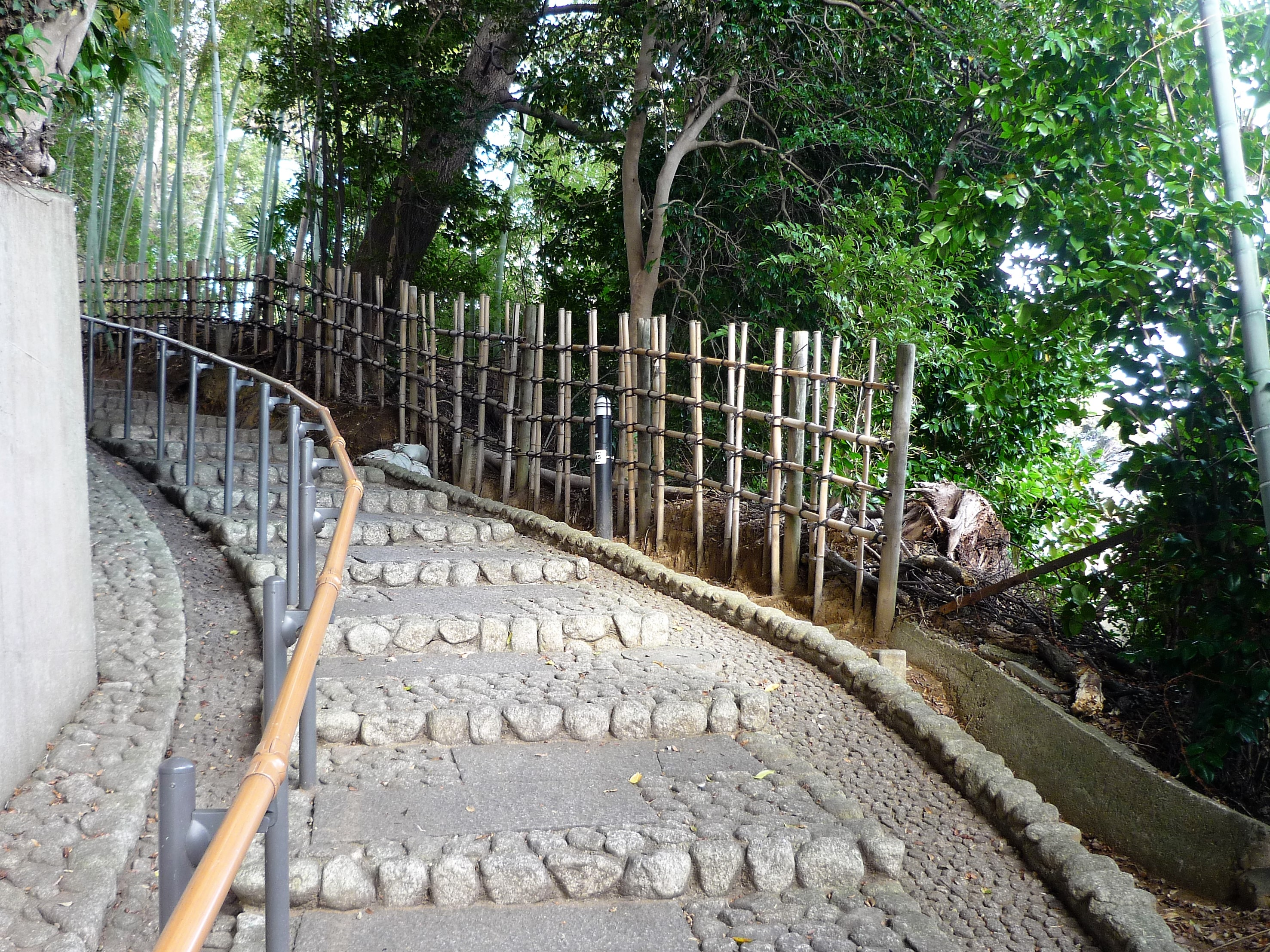
三樹荘に登る天神坂
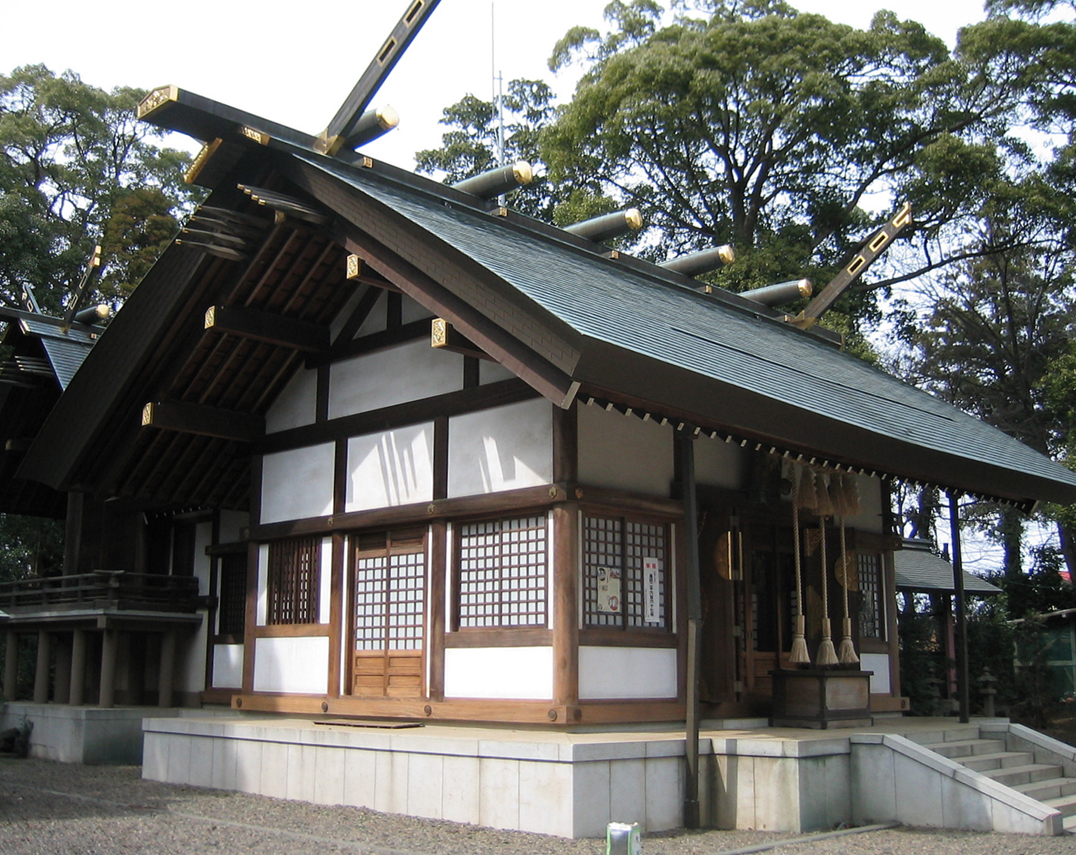
柴崎神社
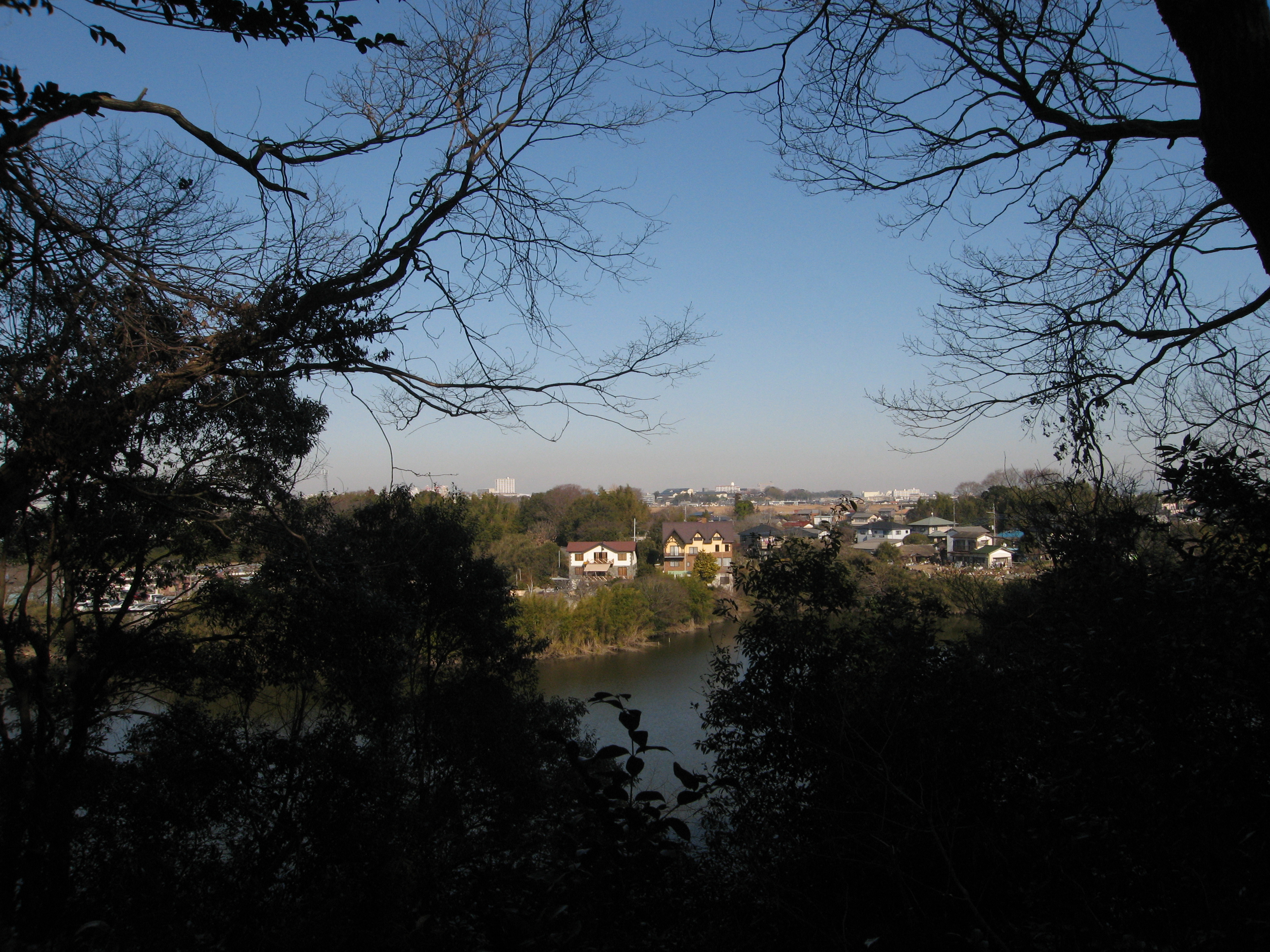
中峠城から見た古利根沼
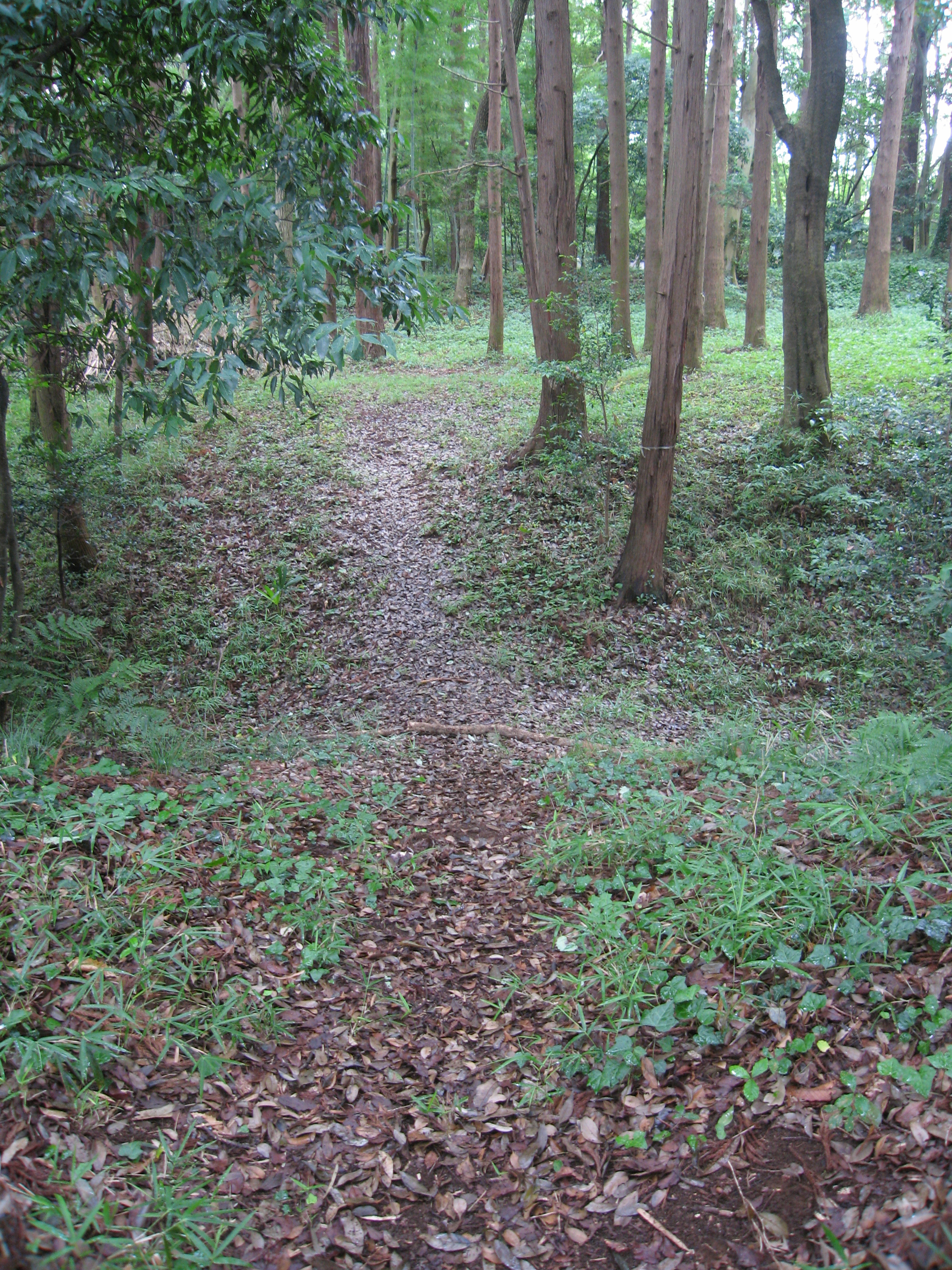
根戸城
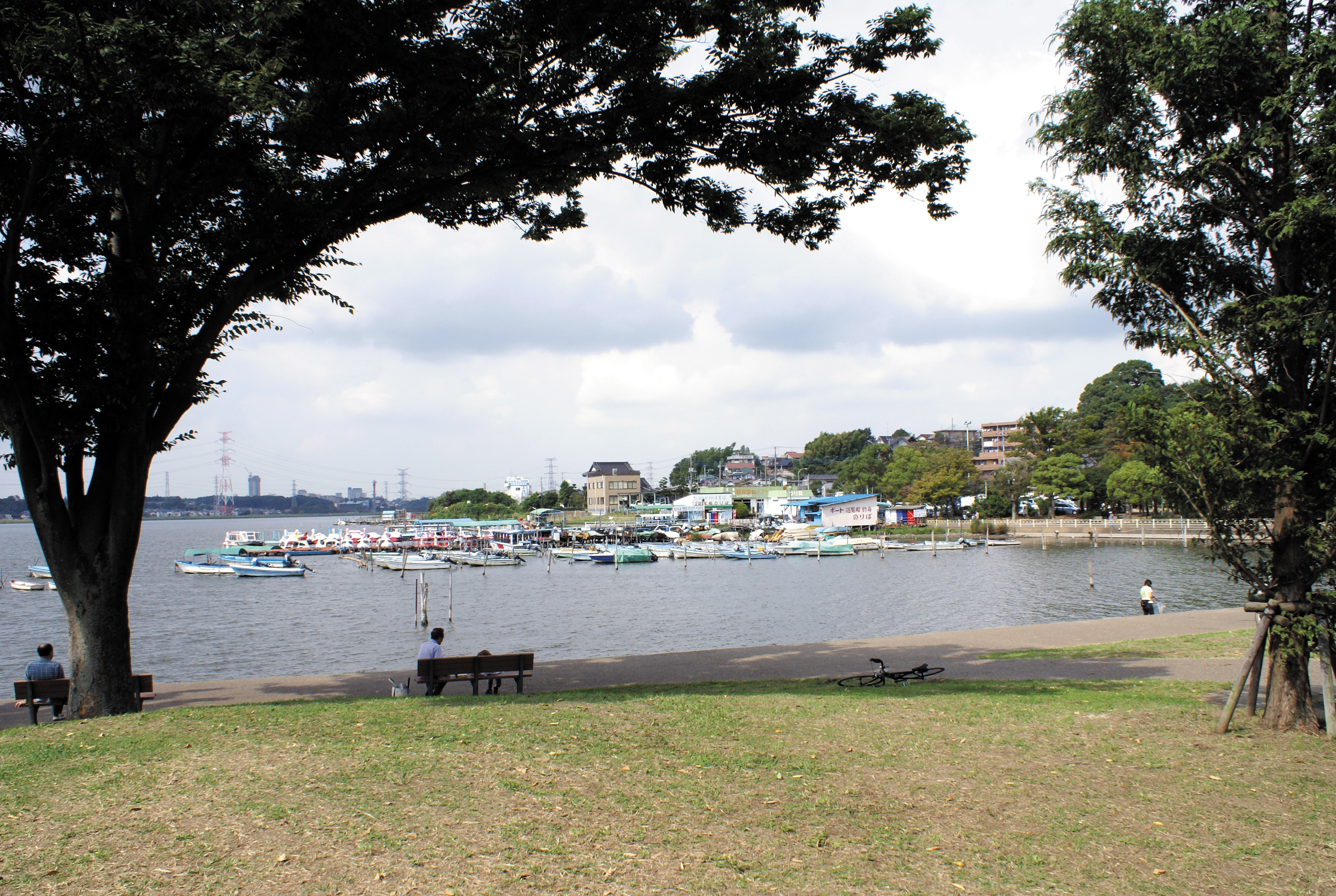
手賀沼公園（ボート乗り場）
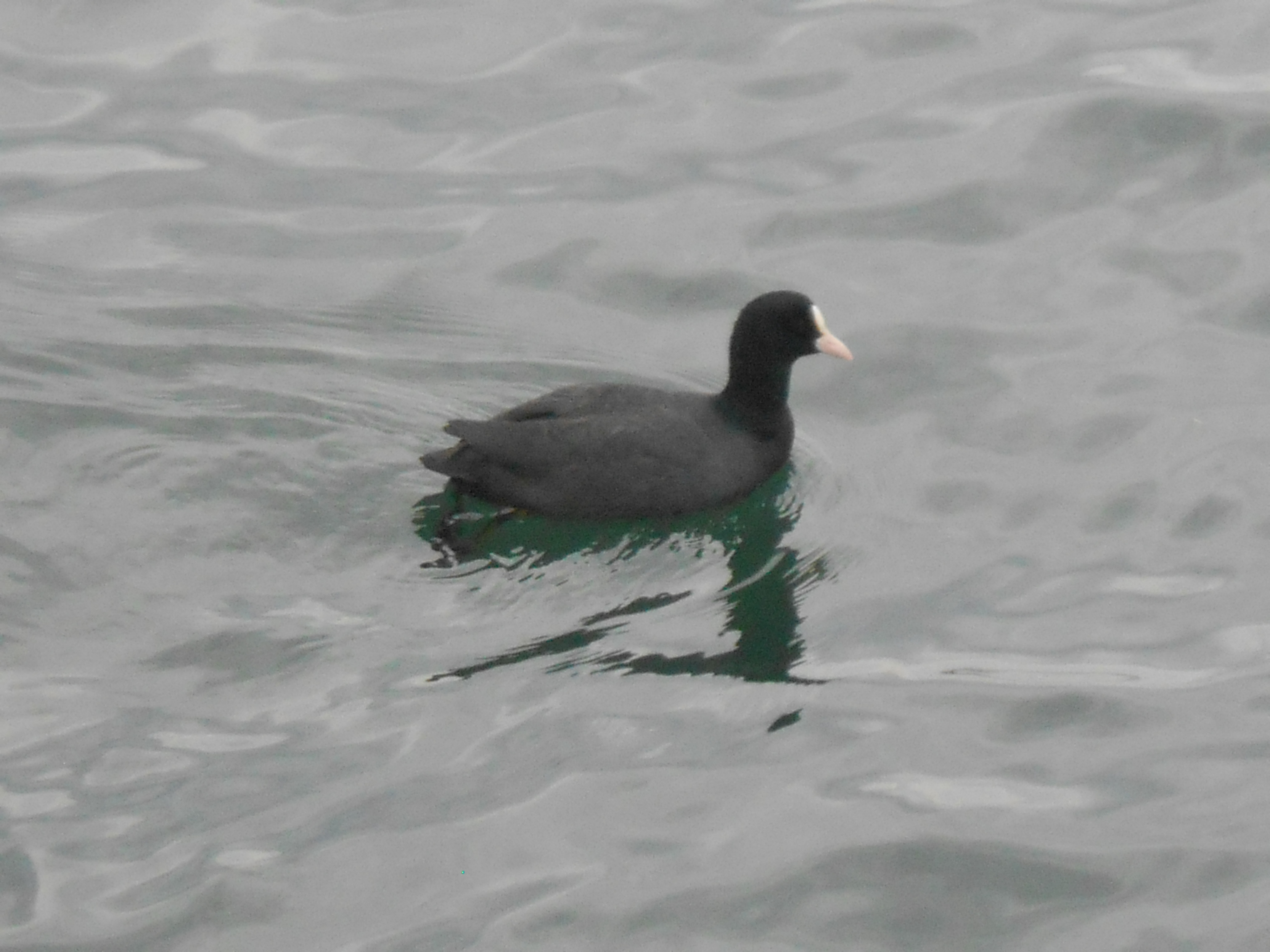
「市の鳥」オオバン。手賀沼に多く生息する。
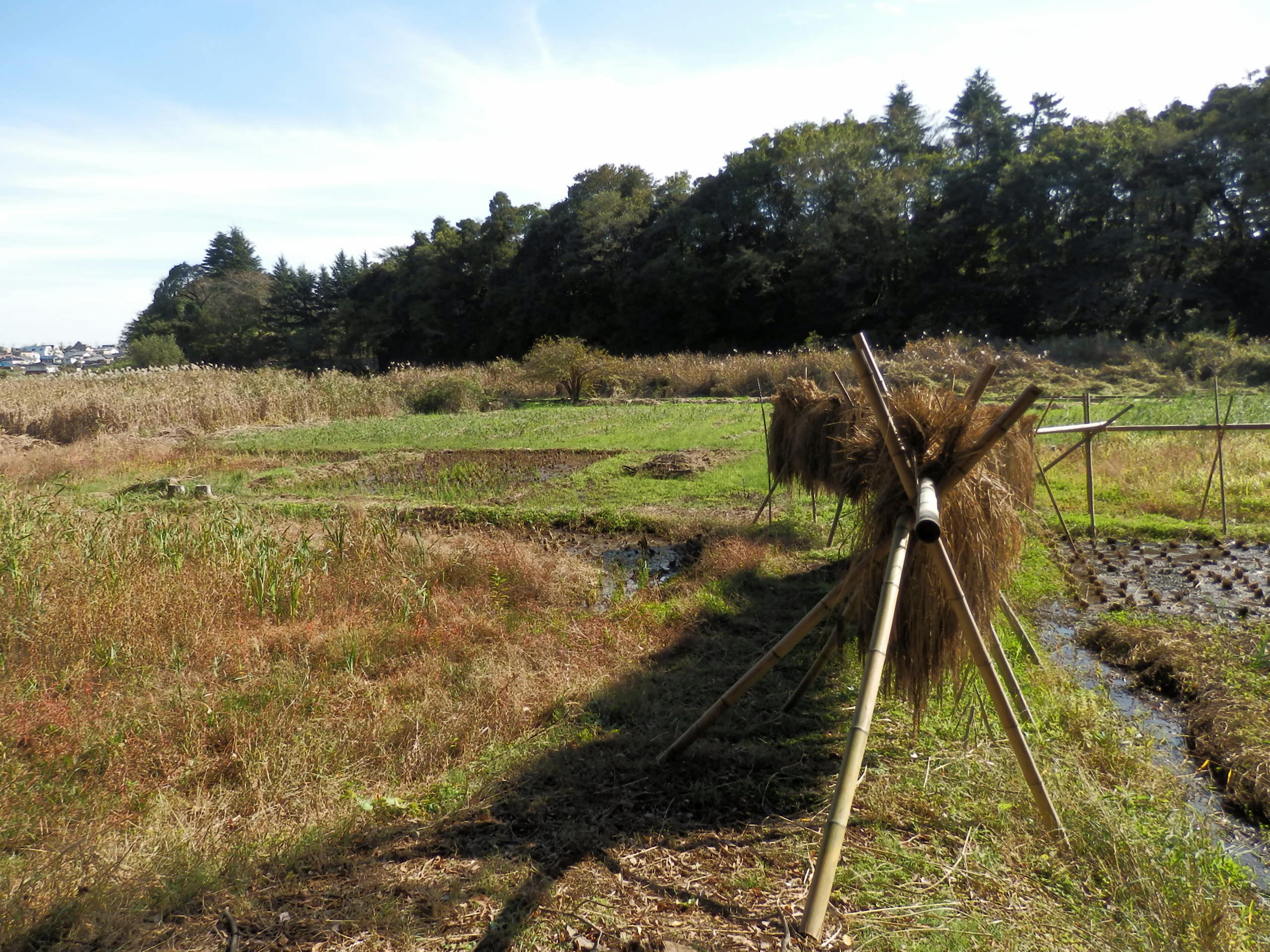
我孫子谷津ミュージアム

### 名物・名産品
- 江戸神輿 千葉県指定伝統的工芸品
- 鯉料理
- うなぎ料理
- 白樺派のカレー

### 祭事・催事
- 手賀沼花火大会 - 柏市と共に、毎年8月初旬に行われる柏・我孫子花火大会in手賀沼（旧：手賀沼花火大会）を共同主催する（2009年・2011年・2012年は中止）。
- 手賀沼トライアスロン
- 手賀沼エコマラソン
- ジャパン・バード・フェスティバル

歌・民謡
- 市民の歌 あびこ市民の歌（作詞:平塚歌子、作曲:小椋佳）
- 河童音頭（作詞:松島たまみ、補作：松井由利夫、作曲:飯田景応）
- 一緒に歌おう 我孫子の子供たちのための歌（作詞:駒崎亜衣菜、作曲:黒澤吉徳）

### 文化財
千葉県指定文化財一覧。
| 番号 | 指定・登録 | 類別                   | 名称                   | 所在地                 | 所有者または管理者 | 指定年月日      | 備考 |
| ---- | ---------- | ---------------------- | ---------------------- | ---------------------- | ------------------ | --------------- | ---- |
| 1    | 県指定     | 有形文化財（考古資料） | 金塚古墳出土遺物       | 我孫子市文化財整理室   | 我孫子市           | 平成24年3月16日 | 21点 |
| 2    | 県指定     | 有形民俗文化財         | 正泉寺の血盆経信仰資料 | 我孫子市湖北台9-12-36  | 正泉寺             | 平成10年3月20日 | 一括 |
| 3    | 県指定     | 記念物（史跡）         | 水神山古墳             | 我孫子市高野山439他    | 香取神社           | 平成4年2月28日  |      |
| 4    | 県指定     | 記念物（史跡）         | 相馬郡衙正倉跡         | 我孫子市日秀字西60-6他 | 千葉県             | 平成7年3月14日  |      |
| 5    | 県指定     | 記念物（天然記念物）   | 東源寺の榧ノ木         | 我孫子市柴崎170        | 東源寺             | 昭和10年8月23日 |      |

## スポーツ
ラグビー
- NECグリーンロケッツ東葛 - ジャパンラグビーリーグワン（リーグワン）

東葛地域の我孫子市、柏市、松戸市、流山市、野田市、鎌ケ谷市、白井市、印西市をホストエリアとしている。毎年7月に、NEC我孫子事業場ラグビーグラウンドにて「ROCKETS FESTIVAL」を開催している。
サッカー
- 柏レイソル - 日本プロサッカーリーグ（Jリーグ）

ホームタウンは隣の柏市だが、東葛地域の我孫子、鎌ケ谷、流山、野田、松戸、白井、印西の8市を活動エリアとしている。
ゴルフ
- 我孫子ゴルフ倶楽部

1931年（昭和6年）に開場したゴルフ場で、赤星四郎と弟の赤星六郎がコースの設計をした。我孫子市出身のゴルフ指導者である林由郎を師と仰ぐ青木功や尾崎将司ら弟子たちは「我孫子一門」と呼ばれ、多くのプロゴルファーを輩出した。

## 著名な出身者

### 我孫子に由縁がある著名人
| 公人・財界人 - 松本清 - マツモトキヨシ創業者。元松戸市長。 - 井上薫 - 銀行家。元第一銀行頭取、第一勧業銀行初代会長。 学術・文学 - 岡田武松 - 気象学の父。 - 白樺派 - 志賀直哉 - 一時期居住。当地で代表作の一部が執筆される。 - 武者小路実篤 - 一時期居住。現在も居住地が残る（非公開）。 - 柳宗悦 - 嘉納治五郎の甥に当たる。友人の文化人に当地居住を勧めた。 - 嘉納治五郎 - 我孫子市に別荘を構える。柳宗悦に当地居住を勧めた。 - 杉村楚人冠 - 大正13年より我孫子市に永住。 - 瀧井孝作 - 一時期居住。当地で代表作「無限抱擁」を執筆。 - 中勘助 - 一時期居住 - 柳田國男 - 一時期居住 - 山下清 - 当地の駅弁屋「弥生軒」に身を寄せ暮らしていた。 - 北畠八穂 - 深田久弥とともに一時期居住 - バーナード・リーチ - 柳宗悦邸に窯を築く。 - 坂西志保 - 評論家。杉村楚人冠邸にて一時期過ごす。 - 上橋菜穂子 - 小説家。『精霊の守り人』（第34回野間児童文芸新人賞）他受賞多数。我孫子市名誉市民。 - 古谷田奈月 - 第25回日本ファンタジーノベル大賞を『星の民のクリスマス』で受賞。受賞時在住。 - 奥田亜希子 - 第37回すばる文学賞を『左目に映る星』で受賞。受賞時在住。 政治 - 加瀬完 - 教育者、政治家。我孫子第二小学校校長。参議院議員 - 福嶋浩彦 - 元市長。前消費者庁長官。中央学院大学社会システム研究所教授。 音楽・放送 - mono - ミュージシャン - ちばぎん - ミュージシャン - 北川愛里 - 国連難民高等弁務官事務所（UNHCR）職員。元TBSテレビアナウンサー。 - 広瀬麻知子 - 静岡朝日テレビの元アナウンサー | 芸能 - 三代目山遊亭金太郎 - 落語家。居住 - 三遊亭とん楽 - 落語家。居住 - 三遊亭佑行 - 落語家。 - 7代目春風亭小柳枝（本名：染谷晴三郎） - 落語家。一時期居住（我孫子尋常小学校（現在の我孫子第一小学校）出身） - リーガル天才 - 漫才コンビ。居住 - 青山倫子 - 女優 - 大沢さやか - 女優 - 佐々木愛 - 居住 - 涼葉まれ - 女優 - 武井壮 - タレント。一時期居住（中央学院大学出身） - 川村ゆきえ - タレント、女優。一時期居住 - 細川ふみえ - タレント、元グラビアアイドル。一時期居住 - ちばぎん - 芸人。一時期居住 - はなわ - 芸人。一時期居住 - 塙宣之（ナイツ=お笑いコンビ） - 芸人。一時期居住 - 藤田咲 - 声優（川村学園女子大学出身） - 田中雅人 - 漫画家 スポーツ - 和田豊 - 元プロ野球選手、元阪神タイガース監督（我孫子高等学校出身） - 金子誠 - 元プロ野球選手、元北海道日本ハムファイターズ選手・コーチ、千葉ロッテマリーンズコーチ。 - 鳥谷部健一 - 元プロ野球選手。 - 青木功 - プロゴルファー。我孫子町生まれ。我孫子市名誉市民。 - 飯合肇 - プロゴルファー。 - 海老原清治 - プロゴルファー。 - 鷹巣南雄 - プロゴルファー。 - 林由郎 - プロゴルファー。 - 中村敬斗 - サッカー選手。 - 林威宏 - 元サッカー選手。 - 田嶋凜太郎 - 元サッカー選手。 - イッペイ・シノヅカ - 元サッカー選手。 - 遠藤大志 - サッカー指導者、元サッカー選手。 - 川井梅香 - 元バレーボール選手 - 盛一大 - 自転車競技選手 - 神田コウヤ - 総合格闘家 |

## 我孫子市を撮影した作品
映画『ぬくもりの内側』 （2023年公開 イオンエンターテイメント、白石美帆・三田佳子・渡辺裕之・音無美紀子・スギちゃん）